# Agrostis subrepens
Agrostis subrepens é uma espécie de gramínea do gênero Agrostis, pertencente à família Poaceae.